# Ганиев, Ахмаджон Уринбоевич
Ахмаджо́н Уринбо́евич Гани́ев (узб. Ahmadjon O‘rinboyevich G‘aniyev; 10 августа 1981 года, Риштанский район, Ферганская область, Узбекская ССР) — узбекский экономист и политик, депутат Законодательной палаты Олий Мажлиса Республики Узбекистан.

## Биография
Ахмаджон Ганиев родился 10 августа 1981 года в Риштанском районе Ферганской области. Начал работать в 2002 году преподавателем в бизнес-школе при Ферганском государственном университете, а в 2005 году стал преподавателем на кафедре экономики ФГУ. Закончил Ферганский государственный университет в 2005 году.
С 2007 по 2012 был ведущим инспектором Управления Казначейства по Ферганской области, ведущим специалистом сектора контроля казначейских операций, начальником отдела управления финансовыми ресурсами и сводного анализа. В 2012—2017 работал начальником отдела Внебюджетного пенсионного фонда при Министерстве финансов Узбекистана Сохского района Ферганской области, начальником управления Внебюджетного пенсионного фонда Ферганской области, заместителем руководителя Финансового управления хокимията Ферганской области, в 2017—2018 годах — заведующим финансовым отделом хокимията Ферганы.
С 2018 года работал начальником управления Внебюджетного пенсионного фонда Ферганской области.
В 2019 году избран Депутатом Законодательной палаты Олий Мажлиса Республики Узбекистан. Также является членом Комитета по труду и социальным вопросам.

## Семья
Женат, имеет двоих детей.